# 크라바트
크라바트(Krabat y el molino del diablo, Krabat)는 독일에서 제작된 마르코 크로이츠파인트너 감독의 2008년 드라마, 판타지, 스릴러 영화이다. 데이빗 크로스 등이 주연으로 출연하였고 닉 햄슨 등이 제작에 참여하였다.

## 출연

### 주연
- 데이빗 크로스
- 다니엘 브륄
- 파울라 칼렌버그
- 크리스티앙 레들

### 조연
- 한노 코플러
- 안나 탈바히
- 로버트 스타드로버
- 찰리 후브너
- 톰 우라쉬하

## 제작진
- Line PD: 젠스 오버웨터
- 공동제작: 스테판 가트너
- 음향: 만프레드 바나흐
- 음향: 창기스 카로흐
- 음향: 더크 야콥
- 음향: 카스틴 리흐터
- 미술: 크리스티안 M. 골드벡
- 의상: 앤케 빈클러
- 배역: 안 도르테 브라커